# Utilstrækkelige data
Utilstrækkelige data (DD) (engelsk: Data Deficient) er en term som anvendes ind for rødlistning af arter.
Til denne kategori tilhører arter, hvor der ikke foreligger tilstrækkelig viden om deres udbredelse og/eller populationsstatus. Derfor kan man ikke foretage en pålidelig vurdering af deres risiko for at uddø, men for de arter, der skal klassificeres i denne kategori, skal der være en mistanke om, at arten kan være truet eller tabt.
For eksempel, se Kategori:IUCN Rødliste - utilstrækkelige data